# Guilty Gear: Dust Strikers
Guilty Gear Dust Strikers (ギルティギア ダストストライカーズ?, Giruti Gia Dasuto Sutoraikāzu), o Guilty Gear DS, è un videogioco picchiaduro a incontri della serie iniziata con Guilty Gear, per Nintendo DS. Il titolo è stato modellato sul precedente capitolo della serie Guilty Gear Isuka, e permette di giocare sino in quattro contemporaneamente. È stato il primo gioco di combattimento per Nintendo DS ad essere pubblicato al di fuori del Giappone.
Guilty Gear: Dust Strikers è anche il primo capitolo della serie a contenere dei minigiochi, dal gioco di equilibrio dove bisogna aiutare Jam in versione chibi a riequilibrare gli oggetti che cadono con il suo vassoio, ai Biliardi di Venom (Venom's Billiards), ovvero una specie di biliardo. Il boss delle modalità Storia e Arcade è Gig, un gigantesco mostro insettoide con un angelo attaccato alla sua parte inferiore.

## Personaggi
Il gioco possiede 21 personaggi giocabili in tutto. Stranamente, Robo-Ky è l'unico a non possedere una modalità storia.
- Sol Badguy
- Ky Kiske
- May
- Millia Rage
- Axl Low
- Jam Kuradoberi
- Potemkin
- Chipp Zanuff
- Eddie
- Baiken
- Faust
- Testament
- Anji Mito
- Johnny
- Venom
- Dizzy
- Slayer
- I-No
- Zappa
- Bridget
- Robo-Ky